# برزا
برزا (بوسنیایی: Breza, Bosnia and Herzegovina) یک منطقهٔ مسکونی در بوسنی و هرزگوین است که در استان زنیتسا-دوبوی واقع شده‌است.

## خصوصیات
برزا ۷۲٬۹ کیلومترمربع مساحت و ۱۴٬۵۶۴ نفر جمعیت دارد.